# Guillermo del Toro
Guillermo del Toro Gómez (født 9. oktober 1964) er en mexicansk filminstruktør, producer, manuskript- og romanforfatter.

## Udvalgt filmografi
| År   | Titel                            | Instruktør | Forfatter | Producer | Executive producer | Note(r)                                                        |
| ---- | -------------------------------- | ---------- | --------- | -------- | ------------------ | -------------------------------------------------------------- |
| 1993 | Cronos                           | Ja         | Ja        |          |                    |                                                                |
| 2002 | Blade 2                          | Ja         |           |          |                    |                                                                |
| 2004 | Hellboy                          | Ja         | Ja        |          |                    |                                                                |
| 2006 | Pans labyrint                    | Ja         | Ja        | Ja       |                    | vandt Bodilprisen for bedste ikke-amerikanske film i 2008.     |
| 2007 | Børnehjemmet                     |            |           |          | Ja                 |                                                                |
| 2008 | Hellboy II: The Golden Army      | Ja         | Ja        |          |                    |                                                                |
| 2012 | Hobbitten - en uventet rejse     |            | Ja        |          |                    |                                                                |
| 2013 | Pacific Rim                      | Ja         | Ja        | Ja       |                    |                                                                |
| 2013 | Hobbitten: Dragen Smaugs ødemark |            | Ja        |          |                    |                                                                |
| 2014 | Hobbitten: Femhæreslaget         |            | Ja        |          |                    |                                                                |
| 2017 | The Shape of Water               | Ja         | Ja        | Ja       |                    | Vandt blandt andet Oscar for Bedste film og Bedste Instruktør. |
| 2020 | The Witches                      |            | Ja        | Ja       |                    |                                                                |